# Anema
Anema (in greco Ἀνεμᾶς?) era il nome di una famiglia aristocratica bizantina, attestata dal IX al XV secolo.
L'origine e l'etimologia del nome sono incerte; potrebbe essere collegato ad anemos, "vento", anche se il filologo Phaedon Koukoules ha ipotizzato una derivazione da aneme, "rocchetto". Altri, come François Chalandon, hanno ipotizzato che la famiglia attestata in epoca successiva discendesse da Anemas, figlio dell'ultimo emiro di Creta, che si convertì al cristianesimo e si unì all'esercito bizantino.
Quattro fratelli Anema parteciparono a una congiura contro Alessio I Comneno nel 1105; di due di loro si conosce il nome, Michele e Leone. Una volta scoperto e sventato l'attentato alla vita dell'imperatore, i congiurati furono rasati e umiliati in modo rituale. Michele Anema doveva essere punito con l'accecamento, ma il suo coraggio commosse le figlie dell'imperatore che implorarono l'intercessione della madre. L'imperatore fu convinto a concedere clemenza e Michele fu solo imprigionato. La torre vicino al Palazzo delle Blacherne dove fu incarcerato divenne nota come la "prigione di Anema", a causa della sua lunga permanenza lì. La famiglia mantenne comunque una posizione di rilievo durante il periodo Comneno: Manuele Anema fu scelto per sposare una figlia di Giovanni II Comneno, e altri membri sembrano aver stretto alleanze matrimoniali con le famiglie Angeli e Ducas, che appartenevano alla più alta aristocrazia bizantina. La famiglia decadde dopo la fine del XII secolo, ma i suoi membri sono presenti fino alla fine dell'impero nel XV secolo. Un Anema, proprietario terriero a Stomion di Calcidica, è attestato nel 1321, un membro sconosciuto della famiglia annegò nel Mar di Marmara all'inizio del XIV secolo, mentre un Teodoro Anema era cartofilace a Imbro nel 1407.